# Loquard
Loquard ist eine Ortschaft der Gemeinde Krummhörn im Landkreis Aurich in Ostfriesland. In dem Ort leben 554 Einwohner (Stand: 31. Dezember 2024).

## Geschichte

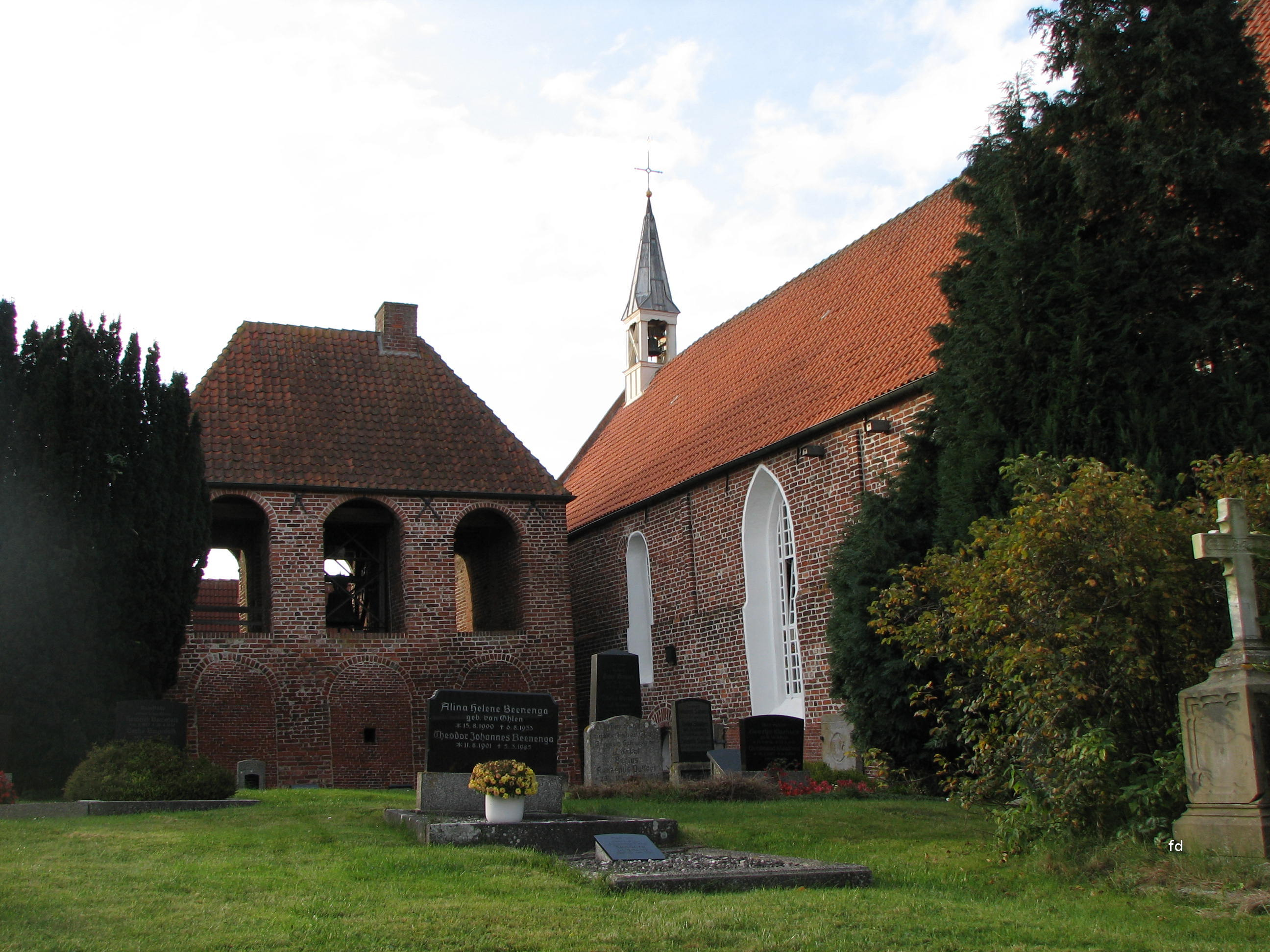
Kirche in Luquard

Eine erste Burg muss in Loquard vor der 2. Hälfte des 14. Jahrhunderts errichtet worden sein, da als erster Häuptling schon Brunger I. hier eine Burg besessen haben soll. Bereits unter seinem Sohn Sibrand I. von Loquard wurde sog. Lyowertsnaborch am 1400 durch die Hamburger bzw. die Hanse im Kampf gegen die Vitalienbrüder zerstört. Von der Burg ist der  Ringgraben mit einem Durchmesser von fast 30 m erhalten. Auf dem Burgplatz ist der Umriss des ehemals ca. 10 × 10 m messenden Gebäudes mit Sträuchern und Rosen markiert.
Darauf errichtete Häuptling Sibrand im Nordwesten des Ortes eine neue Burg. Häuptling Brunger II. von Loquard trat 1441 einem Bündnis gegen die Cirksena bei mit der Folge, dass er aus dem Lande fliehen musste und erst 1454 wieder zurückkehren durfte. Nach dem Aussterben der männlichen Linie des Häuptlingsgeschlechts ging die Burg am Ende des 15. Jahrhunderts an Victor Frese, der mit einer Schwester des letzten Häuptlings verheiratet war. Dessen kinderloser Enkel Victor Frese II. verkaufte Loquard 1564 an Katharina, Gemahlin des ostfriesischen Herzogs Edzard II.
1744 fiel Loquard (ursprünglich Lachwerth/Laccuurdh: See- oder Sumpfinsel) wie ganz Ostfriesland an Preußen. Die preußischen Beamten erstellten 1756 eine statistische Gewerbeübersicht für Ostfriesland. In jenem Jahr gab es in Loquard 35 Kaufleute und Handwerker und damit mehr als in den meisten Krummhörner Dörfern – mit der Ausnahme von Greetsiel und Pilsum. Dies lag vor allem an der relativ hohen Zahl von Leinewebern, nämlich zehn. Außerdem waren im Ort jeweils vier Schneider und Zimmerleute, jeweils drei Bäcker, Maurer und Schuster, zwei Schmiede sowie je ein Böttcher und Radmacher ansässig. Von den vier Kaufleuten handelte einer mit Tee, Kaffee, Zucker, Gewürzen und Laken sowie anderen Wollwaren, die anderen drei wurden als Höker, also Kleinkrämer, bezeichnet.
Loquard gehörte in der Hannoverschen Zeit Ostfrieslands zum Amt Emden (1824), darin zur Vogtei Larrelt und darin wiederum zur Untervogtei Loquard, die neben dem Sitz der Untervogtei auch Woltzeten, Rysum, Campen, Heiselhusen und Canum umfasste.
Jahrhundertelang waren die natürlichen Tiefs und die Entwässerungskanäle, die die Krummhörn in einem dichten Netz durchziehen, der wichtigste Verkehrsträger. Über Gräben und Kanäle waren nicht nur die Dörfer, sondern auch viele Hofstellen mit der Stadt Emden und dem Hafenort Greetsiel verbunden. Besonders der Bootsverkehr mit Emden war von Bedeutung. Dorfschiffer übernahmen die Versorgung der Orte mit Gütern aus der Stadt und lieferten in der Gegenrichtung landwirtschaftliche Produkte: „Vom Sielhafenort transportierten kleinere Schiffe, sogenannte Loogschiffe, die umgeschlagene Fracht ins Binnenland und versorgten die Marschdörfer (loog = Dorf). Bis ins 20. Jahrhundert belebten die Loogschiffe aus der Krummhörn die Kanäle der Stadt Emden.“ Bereits 1824 schrieb der Kulturhistoriker Fridrich Arends in seiner Erdbeschreibung des Fürstenthums Ostfriesland und des Harlingerlandes: „Mit Wasser ist kein Amt reichlicher versehen wie dieses. (…) Im Winter und Frühling geschieht der Transport des Korns und sonstiger Güter sowohl in diesem als im Greetmer Amt immer zu Wasser, welches bei den schlechten Kleiwegen in der Jahreszeit außerordentlichen Nutzen hat.“ Loquard war über das Loquarder Tief und das Larrelter Tief mit der Seehafenstadt Emden verbunden und ist es noch heute, wenngleich das Knockster Tief, das in der weiten Hälfte des 19. Jahrhunderts ausgebaut wurde, seit jener Zeit eine Verbindung zwischen den beiden erstgenannten darstellt.
Torf, der zumeist in den ostfriesischen Fehnen gewonnen wurde, spielte über Jahrhunderte eine wichtige Rolle als Heizmaterial für die Bewohner der Krummhörn. Die Torfschiffe brachten das Material auf dem ostfriesischen Kanalnetz bis in die Dörfer der Krummhörn, darunter auch nach Loquard. Auf ihrer Rückfahrt in die Fehnsiedlungen nahmen die Torfschiffer oftmals Kleiboden aus der Marsch sowie den Dung des Viehs mit, mit dem sie zu Hause ihre abgetorften Flächen düngten.
Im April 1919 kam es zu sogenannten „Speckumzügen“ Emder Arbeiter, an die sich Landarbeiterunruhen anschlossen. Zusammen mit dem Rheiderland war der Landkreis Emden der am stärksten von diesen Unruhen betroffene Teil Ostfrieslands. Arbeiter brachen in geschlossenen Zügen in die umliegenden Dörfer auf und stahlen Nahrungsmittel bei Bauern, wobei es zu Zusammenstößen kam. Die Lage beruhigte sich erst nach der Entsendung von in der Region stationierten Truppen der Reichswehr. Als Reaktion darauf bildeten sich in fast allen Ortschaften in der Emder Umgebung Einwohnerwehren. Die Einwohnerwehr Loquards umfasste 38 Personen. Diese verfügten über 25 Waffen. Aufgelöst wurden die Einwohnerwehren erst nach einem entsprechenden Erlass des preußischen Innenministers Carl Severing am 10. April 1920.
Am 1. Juli 1972 wurde Loquard in die neue Gemeinde Krummhörn eingegliedert.

## Kultur und Sehenswürdigkeiten

### Bauwerke

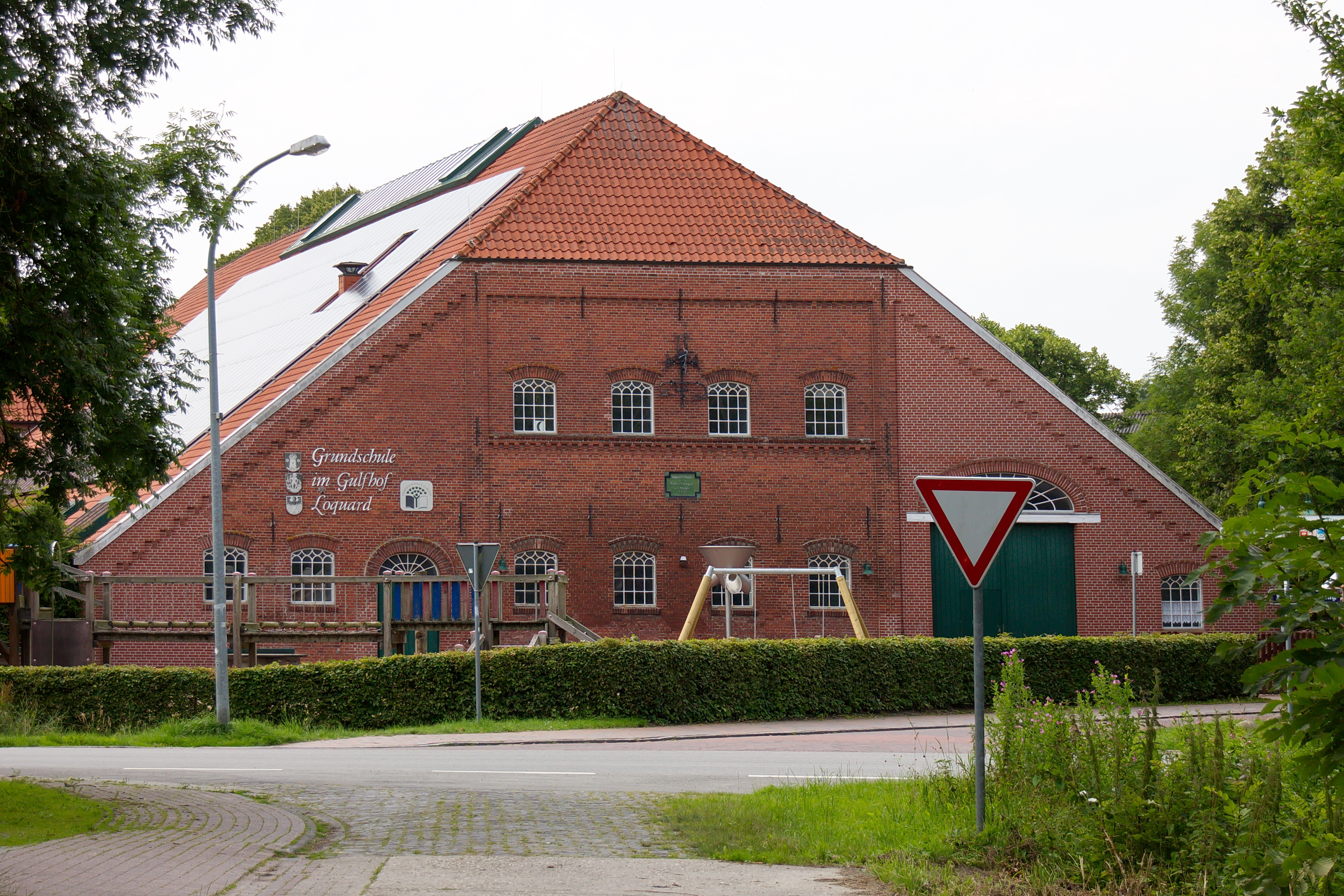
Grundschule in Loquard

Zu den Sehenswürdigkeiten des Ortes zählt die einschiffige, geklinkerte Kirche. Sie wurde im 13. Jahrhundert gebaut und ist 34 Meter lang. Im Innenraum befindet sich ein kostbar geschnitzter Altar mit der Darstellung der Leidensgeschichte Christi. Es handelt sich um eine flämische Schnitzarbeit, die etwa um 1520 entstanden ist.
Neben der Kirche befand sich im Mittelalter eine Burg, in der die Häuptlinge lebten. Die Burg ist im 15. Jahrhundert am Ende der Piratenzeit auf Befehl zerstört worden. Erhalten geblieben ist nur der ringförmige Burggraben, der über eine Holzbrücke erreichbar ist, und in dessen Innerem sich heute ein kleiner Garten befindet, in dem die Umrisse der alten Burg durch Rosen nachgebildet sind. Die Burgstelle der neuen Burg nördlich der Kirche ist heute verschwunden.
Die Loquarder Grundschule ist in einem alten denkmalgeschützten Gulfhof eingerichtet worden. Hier finden gelegentlich auch Veranstaltungen der Ländlichen Akademie Krummhörn statt, und in den Schulferien wird die Schule für Ausstellungen genutzt.

### Sport
Sportverein des Ortes ist der FC Schwarz-Weiß Loquard. Er wurde 1928 als Fußballverein Alemannia Schwarz-Weiß Loquard gegründet und blieb ein solcher bis zur Einweihung der Sporthalle in Loquard 1981. Seither werden auch Hallensportarten angeboten, unter anderem hat der Verein eine Tischtennissparte. Die Erste Fußball-Herrenmannschaft spielt ab der Saison 2013/2014 in der zu dieser Saison neugegründeten, ostfrieslandweiten Kreisliga (Ostfrieslandliga), der drittniedrigsten (oder achthöchsten) Spielklasse im Ligensystem in Niedersachsen.